# Mister Maraboe
Mister Maraboe is een personage uit het tweede seizoen van de Nederlandse poppenserie De Fabeltjeskrant. Hij is bekend om zijn Afrikaanse accent.
Na Chico Lama en Zaza Zebra was hij het derde dier in dit programma dat vanuit het Derde Dierenbos naar het Fabeltjesland emigreerde. Hij was uit zijn thuisland gevlucht omdat hij daar in de gevangenis zou belanden aangezien hij niet apart genoeg was. Dit was uiteraard een verwijzing naar de apartheid in Zuid-Afrika, die ten tijde van De Fabeltjeskrant nog bestond.
Mister Maraboe werd door de meeste dieren met open armen ontvangen, maar Juffrouw Ooievaar en Woefdram veroordeelden de komst van deze "kale kunstooievaar" sterk. Juffrouw Ooievaar raakte echter al gauw in hem geïnteresseerd en uiteindelijk kregen zij, tot grote ergernis van Woefdram, een relatie. De voornaam van Maraboe is John, hoewel hij in sommige afleveringen ook weleens Pieter werd genoemd.
Om het accent van Mister Maraboe zo natuurgetrouw mogelijk te laten klinken, heeft stemacteur Ger Smit nauw samengewerkt met Zuid-Afrikaan Antonie Akkerman.